# Mineral megye (Colorado)
Mineral megye az Amerikai Egyesült Államokban, azon belül Colorado államban található. Megyeszékhelye és legnagyobb városa Creede. Lakosainak száma 865 fő (2020. április 1.). Mineral megye Saguache, Rio Grande, Archuleta és Hinsdale megyékkel határos.

## Népesség
A megye népességének változása:
| Lakosok száma | 704  | 709  | 705  | 721  | 726  | 865  |
|               | 2010 | 2011 | 2012 | 2013 | 2015 | 2020 |